# Wrangeliaceae
Wrangeliaceae, porodica crvenih algi u redu Ceramiales, dio podreda Spermothamniineae. Na popisu je 300 priznatih vrsta unutar dvije potporodice plus 10 dodatnih tribusa Dasyphileae, Griffithsieae, Halosieae, Lejolisieae, Monosporeae, Ptiloteae, Spermothamnieae, Sphondylothamnieae, Warrenieae i Wrangelieae.

## Klasifikacija
- Potporodica Compsothamnioideae De Toni (32)
  - Compsothamnieae F.Schmitz & Hauptfleisch (17)
    - Antarcticothamnion R.L.Moe & P.C.Silva
    - Compsothamnion (Nägeli) F.Schmitz
    - Dasythamniella P.C.Silva
    - Gymnophycus Huisman & Kraft
    - Mortensenia Weber Bosse
    - Rhododictyon W.R.Taylor
    - Scagelonema R.E.Norris & M.J.Wynne
    - Spencerella Darbishire

  - Delesseriopseae Itono & Tanaka (11)
    - Balliella Itono & Tak.Tanaka
    - Delesseriopsis Okamura

  - Lasiothalieae H.B.S.Womersley (1)
    - Lasiothalia Harvey

  - Radiathamnieae Gordon-Mills & Kraft (3)
    - Laurenciophila Stegenga
    - Ochmapexus Womersley
- PotporodicaSpongoclonioideae De Toni (42)
  - Spongoclonieae F.Schmitz & Hauptfleisch (42)
    - Lophothamnion J.Agardh
    - Pleonosporium Nägeli
    - Spongoclonium Sonder
- Tribus Dasyphileae F.Schmitz & Hauptfleisch (4)
  - Dasyphila Sonder
  - Muellerena F.Schmitz
- Tribus Griffithsieae Schmitz & Hauptfleisch (64)
  - Anotrichium Nägeli
  - Baldockia A.J.K.Millar
  - Bornetia Thuret
  - Griffithsia C.Agardh
  - Halurus Kützing
  - Vickersia Karsakoff
- Tribus Halosieae M.Cormaci & G.Furnari
  - Halosia Cormaci & G.Furnari
- Tribus Lejolisieae Feldmann-Mazoyer (20)
  - Lejolisia Bornet
  - Ptilothamnion Thuret
- Tribus Monosporeae F.Schmitz & Hauptfleisch (17)
  - Anisoschizus Huisman & Kraft
  - Desikacharyella B.Subramanian
  - Deucalion Huisman & Kraft
  - Guiryella Huisman & Kraft
  - Mazoyerella Gordon-Mills & Womersley
  - Monosporus Solier
  - Tanakaella Itono
- Tribus Ptiloteae F.Schmitz & Hauptfleisch(25)
  - Boreothamnion M.J.Wynne
  - Dasyptilon G.Feldmann
  - Plumaria F.Schmitz
  - Plumariopsis De Toni
  - Ptilota C.Agardh
  - Tokidaea Yoshida
- Tribus Spermothamnieae F.Schmitz & Hauptfleisch (39)
  - Gordoniella Itono
  - Hommersandiella Alongi, Cormaci & G.Furnari
  - Interthamnion E.M.Gordon
  - Lomathamnion E.M.Gordon
  - Ptilothamnionopsis P.S.Dixon
  - Rhipidothamnion Huisman
  - Spermothamnion Areschoug
  - Stegengaea Alongi, Cormaci & G.Furnari
  - Tiffaniella Doty & Meñez
  - Woelkerlingia Alongi, Cormaci & G.Furnari
- Tribus Sphondylothamnieae Feldmann-Mazoyer (22)
  - Diplothamnion A.B.Joly & Yamaguishi
  - Grallatoria M.Howe 
  - Involucrana Baldock & Womersley
  - Medeiothamnion Pujals
  - Shepleya E.M.Gordon
  - Sphondylothamnion Nägeli
  - Wollastoniella E.M.Gordon
- Tribus Warrenieae F.Schmitz & Hauptfleisch (1)
  - Warrenia Harvey ex F.Schmitz & Hauptfleisch
- Tribus Wrangelieae Schmitz & Hauptfleisch (28)
  - Plumariella Okamura
  - Wrangelia C.Agardh